# Dominikanerinsel

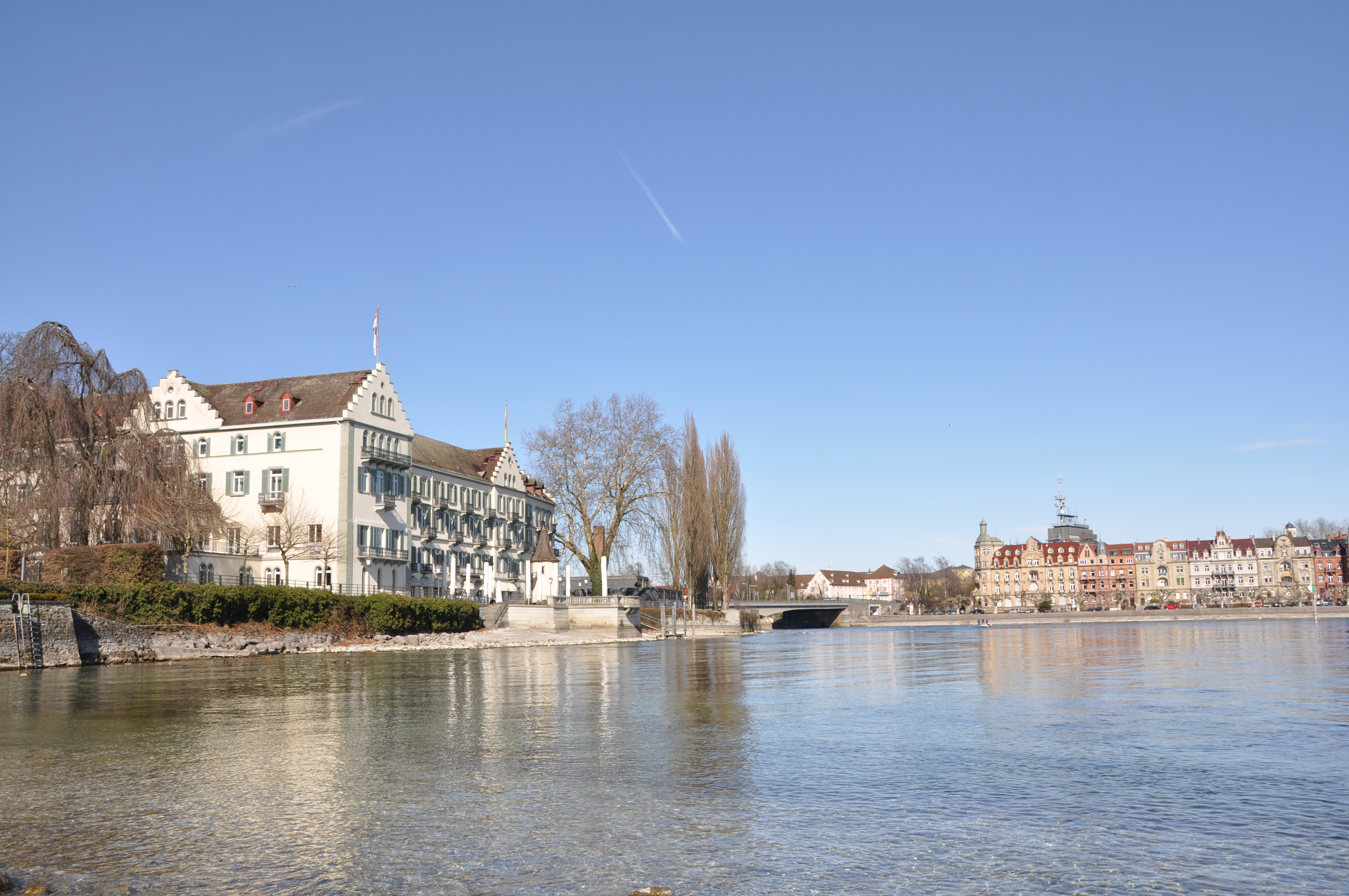
Links im Bild die Dominikanerinsel mit dem Steigenberger Inselhotel, dahinter die Alte Rheinbrücke

Die Dominikanerinsel oder Konstanzer Insel ist eine Insel im Bodensee unmittelbar östlich der (festländischen) Altstadt von Konstanz. Mit einer Fläche von 1,8 Hektar ist sie eine der kleineren Bodenseeinseln. Die Insel ist durch den nur sechs Meter breiten Stadtgraben von der Altstadt getrennt und mit ihr durch eine Brücke verbunden. Sie wird vom Steigenberger Inselhotel dominiert, das in einem früheren Dominikanerkloster untergebracht ist.

## Geographie und nähere Umgebung
Die Dominikanerinsel ist von Norden nach Süden 246 Meter lang und bis zu 100 Meter breit.
Im Westen trennt der 210 Meter lange, sechs Meter breite Stadtgraben die Insel vom Altstadt-Bezirk Niederburg. Der flache Stadtgraben, über den eine Brücke führt, war früher viel breiter und wurde für den Bau der Bahnlinie teilweise zugeschüttet. Die Insel ist als solche kaum zu erkennen, da der schmale Stadtgraben nur für Spaziergänger sichtbar ist, die auf dem Susosteig an der Seefront der Altstadt unterwegs sind. Der Bahnhof Konstanz sowie der auf gleicher Höhe befindliche Hafen befinden sich gut 600 Meter südlich der Brücke. Der Weg dorthin führt am Stadtgarten vorbei.
Im Süden liegt der Schwanenteich zwischen der Insel und dem 1880 aufgeschütteten Stadtpark (Stadtgarten). Der Schwanenteich ist auch nach dem Auffüllen des Stadtgartengeländes kein abgeschlossener Teich, sondern geht im Nordwesten in den Stadtgraben über, und hat über eine 15 Meter breite Engstelle im Südosten (zwischen Insel und Stadtgarten) Verbindung mit dem offenen Bodensee. Diese Verbindung fällt bei Niedrigwasser trocken. Der Schwanenteich ist knapp 90 Meter lang und bis zu 30 Meter breit, er nimmt eine Fläche von rund 1800 Quadratmetern ein.
Die Nordspitze der Insel liegt 30 Meter vor der Alten Rheinbrücke, wo der Seerhein den Obersee des Bodensees Richtung Untersee verlässt. Im Norden des Hauptgebäudes steht das Kapitelhaus, das seit Jahrzehnten als Unterkunft für das Hotelpersonal dient. Der Hotelparkplatz liegt zwischen beiden Gebäuden. Nördlich und östlich davon liegen die beiden Heizhäuser, die in den 1960er oder 1970er Jahren für das Hotel errichtet wurden.
Im Osten befindet sich der offene Bodensee (Konstanzer Trichter). Hier befinden sich die Seeterrasse des Hotelrestaurants sowie südlich davon das hoteleigene Strandbad mit Liegewiese. An der Südspitze befindet sich ein Pavillon.
Im zentral gelegenen Hotelgebäude befindet sich das Grab von Manuel Chrysoloras, der während des Konzils von Konstanz dort verstarb.
Die Insel gehört zum Konstanzer Stadtteil Altstadt.  Zum Stichtag des Zensus am 15. Mai 2022 wies sie rund 6 ständige Einwohner auf.

## Geschichte

### Frühgeschichte
Am südwestlichen Bodensee und im Bereich der heutigen Stadt Konstanz wurden in einigem Abstand zum Ufer die Reste neolithischer Dörfer gefunden, darunter auch im Schwanenteich, der zwischen dem Südufer der Dominikanerinsel sowie dem 1880 aufgefüllten Stadtgarten liegt. Aufgefundene Holzfragmente sowie ganze Pfahlbau-Konstruktionen wurden auf das fünfte und auf das dritte Jahrtausend v. Chr. datiert.
Weitere Ufersiedlungen in der Konstanzer Bucht, ebenfalls Pfahlbauten, wurden auf die jüngere Steinzeit um 2200 bis 1800 v. Chr. datiert.
Ende des 2. Jahrhunderts v. Chr. lebten Kelten in Fischersiedlungen im Gebiet des heutigen Konstanz und der Dominikanerinsel.

### Römische Geschichte
Die römische Herrschaft im Gebiet um den Bodensee begann um das Jahr 15 v. Chr. mit der Verschiebung der Reichsgrenzen an den Rhein unter Kaiser Augustus. Auf dem Stadtgebiet befand sich vorher ein keltisches Oppidum. Im 1. Jahrhundert wurde auf dem Gebiet des Münsterhügels eine römische Befestigungsanlage errichtet. Das Gebiet südlich des Bodensees gehörte danach bis zum Ende der römischen Herrschaft um das Jahr 400 zur Provinz Raetia.
Mit der Eroberung des Dekumatlandes durch die Alemannen im 3. Jahrhundert wurde die Reichsgrenze an den Donau-Iller-Rhein-Limes zurückverlegt. Im Zuge dessen wurden die Befestigungen in Konstanz, das seitdem zur Grenzstadt wurde, ausgebaut.

### Frühmittelalter
Aus diesem Zeitabschnitt ist nur wenig bekannt. Der Legende nach soll die Insel eine Burg der Merowinger beherbergt haben. Im Jahr 780 war Karl der Große auf der Durchreise zu Gast auf der Insel. 1100 suchte Bischof Gebhard III. von Zähringen während des Investiturstreits hier Zuflucht.

### Dominikanerkloster

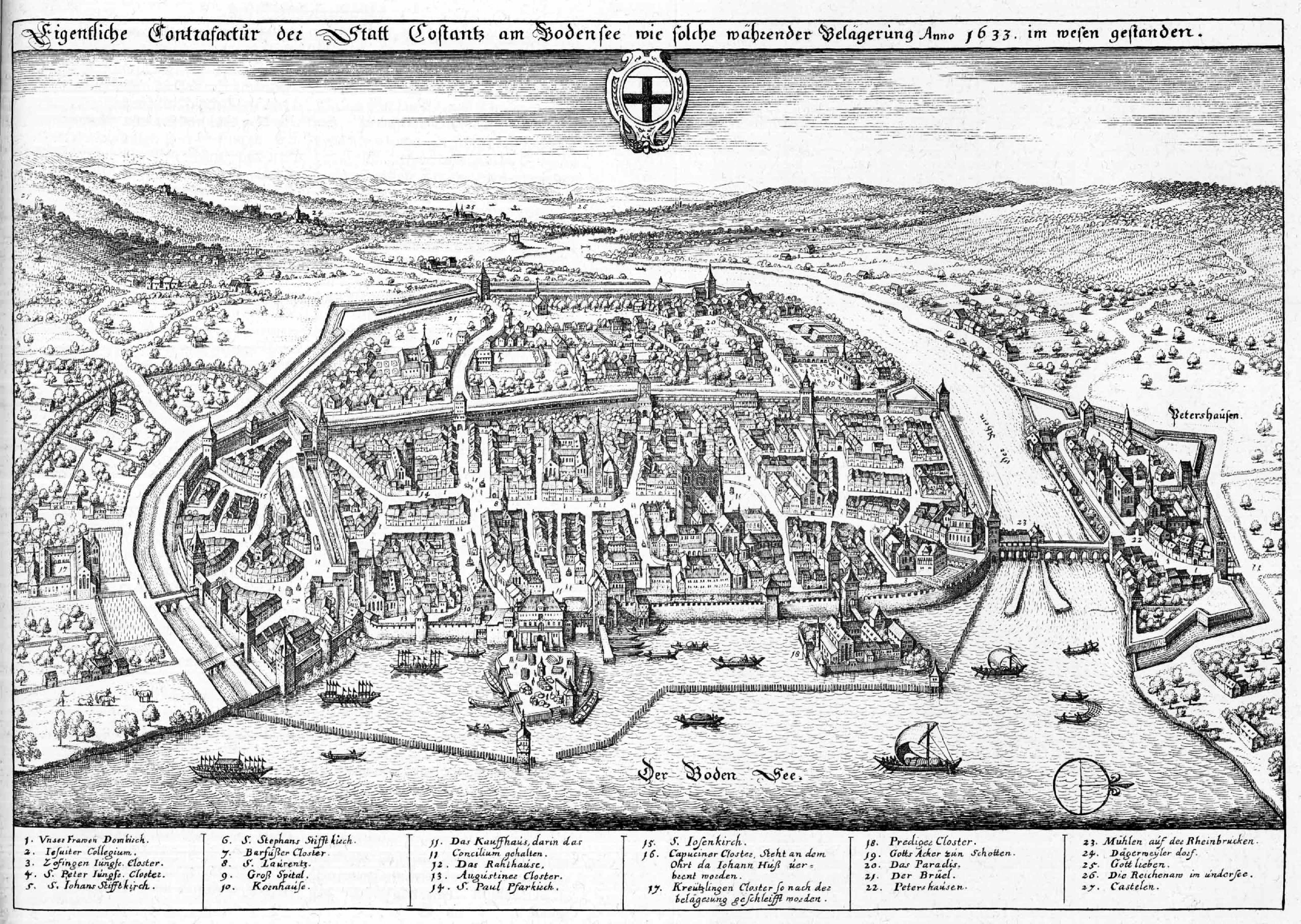
Auf dem Kupferstich von Matthäus Merian von 1633 ist die Dominikanerinsel rechts im Vordergrund mit dem Klostergebäude gut zu erkennen. Von der Insel mit damals annähernd quadratischem Grundriss führt eine schmale Brücke zu einem Turm der Stadtmauer.

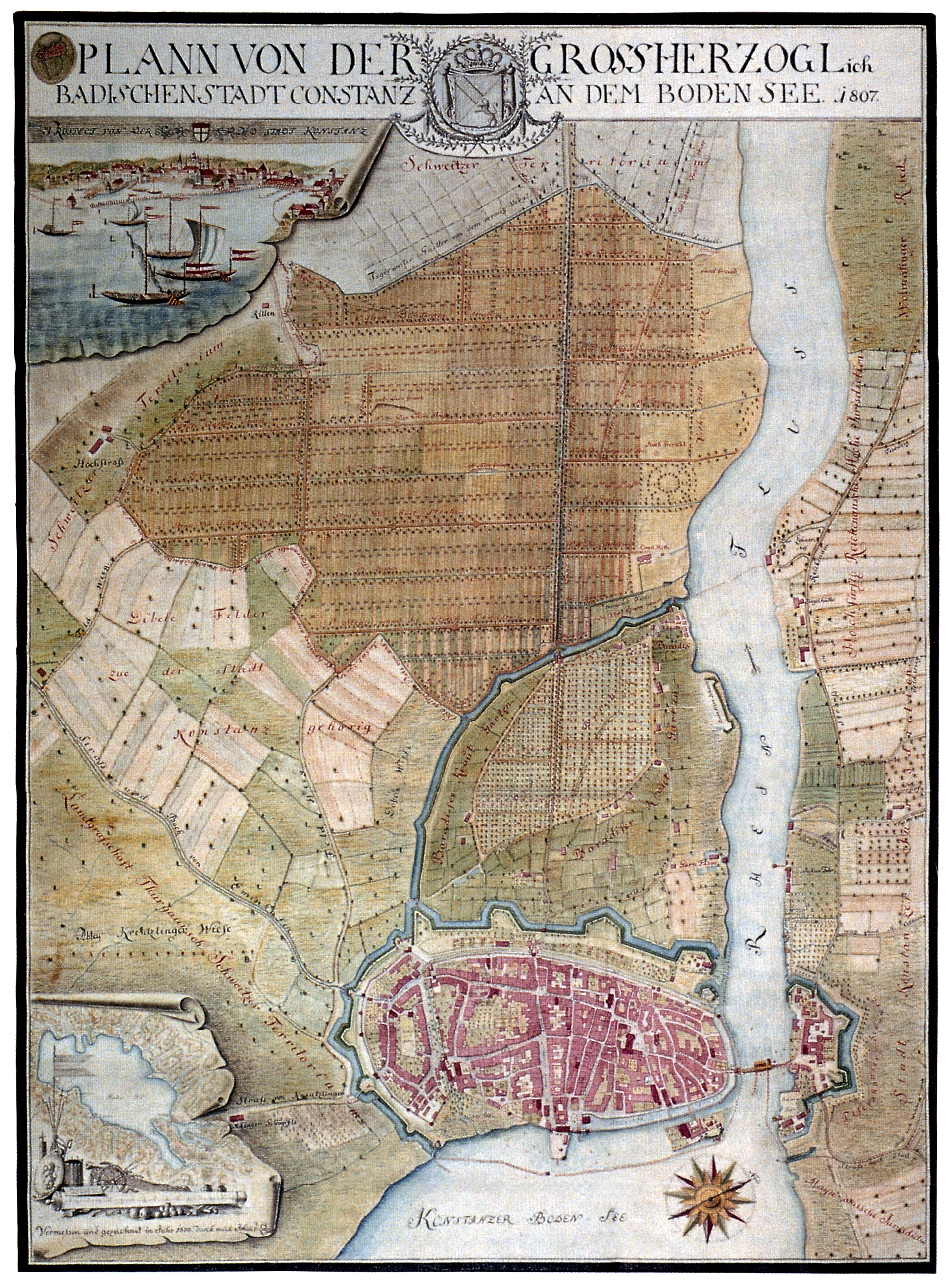
Stadtplan Konstanz von
1807,
mit Dominikanerinsel unten rechts
(Norden ist rechts)

Kapitelhaus

Nach verschiedenen Quellen wurde die Insel im Jahre 1220 den Dominikanern übergeben und 1234 durch eine Verfügung des Konstanzer Fürstbischofs Heinrich von Tanne als Ort zur Errichtung eines Klosters zugewiesen, das schließlich im Jahr 1236 gegründet wurde.
Das Kapitelhaus 25 Meter nördlich des Klostergebäudes wurde bereits lange vor der Gründung des Klosters errichtet.
Um 1300 wurde der Mystiker und Dichter Heinrich Suso in Konstanz geboren, der später Mönch im Dominikanerkloster auf der Insel war.
Zu Beginn des Konzils von Konstanz, vom 6. Dezember 1414 bis zum 24. März 1415, wurde Jan Hus im Kerker des Klosters gefangen gehalten. Dieser war im Keller des Rundturms an der östlichen Seefassade neben dem Speisesaal der Dominikaner untergebracht. Während des Konzils war die Delegation der französischen Nation im Kapitelhaus untergebracht.
1507 hielt Maximilian I. während des Reichstages zu Konstanz Feste im Inselgarten ab.
Von 1528 bis 1549, in der Zeit der Reformation, diente das Klostergebäude vorübergehend als Hospital der Stadt Konstanz, wurde dann aber den Mönchen wieder zurückgegeben.
1633, während des Dreißigjährigen Krieges, griff die schwedische Flotte die Dominikanerinsel an.
Im Jahr 1785 wurden die Mönche durch Kaiser Joseph II., dem florierendes Gewerbe mehr am Herzen lag als die Bettelmönche, von der Insel vertrieben. Am 26. Juli 1785 wurde in der Kirche auf der Insel die letzte Messe gelesen, und das Kloster tags darauf geschlossen. Weitere Klöster in der Umgebung, außer dem Kloster Zoffingen, wurden ebenso geschlossen.

### Gewerbe
Bereits am 30. Juni 1785, noch vor Schließung des Klosters, überließ Kaiser Joseph II. die Insel dem Genfer Fabrikanten und Bankier Jacques Louis (Jakob Ludwig) Macaire de L’Or (1740–1824), mit den Gebäuden, gegen Zahlung einer geringen jährlichen Pacht von 25 Gulden, zur Einrichtung einer Indienne-Fabrik mit Indigo-Färberei. Zusätzlich betrieb dieser im damaligen Konstanz als erster Bankgeschäfte. Zu seinen Kunden zählte unter anderen Hortense de Beauharnais, Königin von Holland und Mutter des Kaisers Napoleon III., und Stéphanie de Beauharnais, Großherzogin von Baden. Jacques Louis Macaire war einer von 270 Genfer Emigranten, die wegen der politischen Wirren im ausgehenden 18. Jahrhundert aus Genf nach Konstanz geflohen waren. Daher wurde die Dominikanerinsel auch „Genferinsel“ oder „Macair’sche Insel“ genannt.
Die Söhne des Firmengründers, David und Kaspar Macaire, erwarben die Insel am 29. August 1813 für 6500 Gulden. Sie betrieben das Geschäft des Vaters unter dem Namen „Macaires frères“ weiter. Mit der Erfindung der Anilinfarben begann die Ertragskraft der Fabrik zu leiden; diese wurde nach dem Tod von Moritz Macaire (1815–1867), dem Enkel des Firmengründers, von dessen Erben liquidiert. Mit dem Tod des unverheirateten Moritz erlosch die Familie Macaire im Mannesstamm.
Das von Moritz Macaire 1836 auf der Dominikanerinsel gegründete Bankhaus „Macaire & Compagnie“ bestand noch bis 1921, als es von der „Süddeutschen Discontogesellschaft“, einem Ableger der „Deutschen Disconto-Gesellschaft“, übernommen wurde. „Macaire & Co.“ hatte zu diesem Zeitpunkt seinen Sitz von der Dominikanerinsel in die Konstanzer Bahnhofstraße 1 verlegt. Daneben bestanden Niederlassungen in Radolfzell, Überlingen und Pfullendorf.
In einem Ortslexikon von 1868 wird die „Genferinsel“ mit einer Einwohnerzahl von 18 gelistet. Spätere, amtliche Ortsverzeichnisse wiesen die Insel nicht mehr als eigenen Ortsteil nach.

## Hotelbetrieb

### Entwicklung bis heute

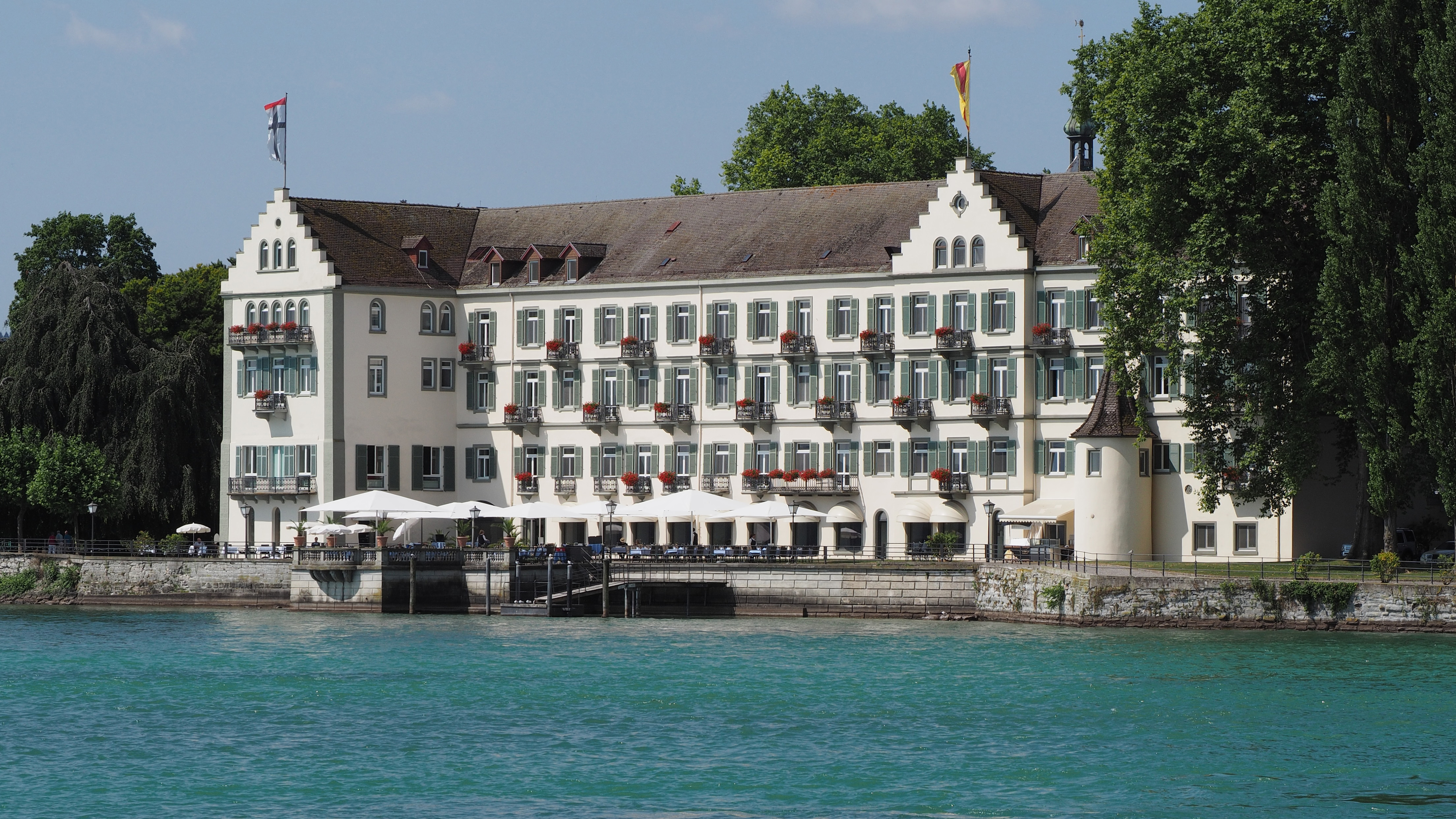
Steigenberger Inselhotel, gesehen von der Seestraße

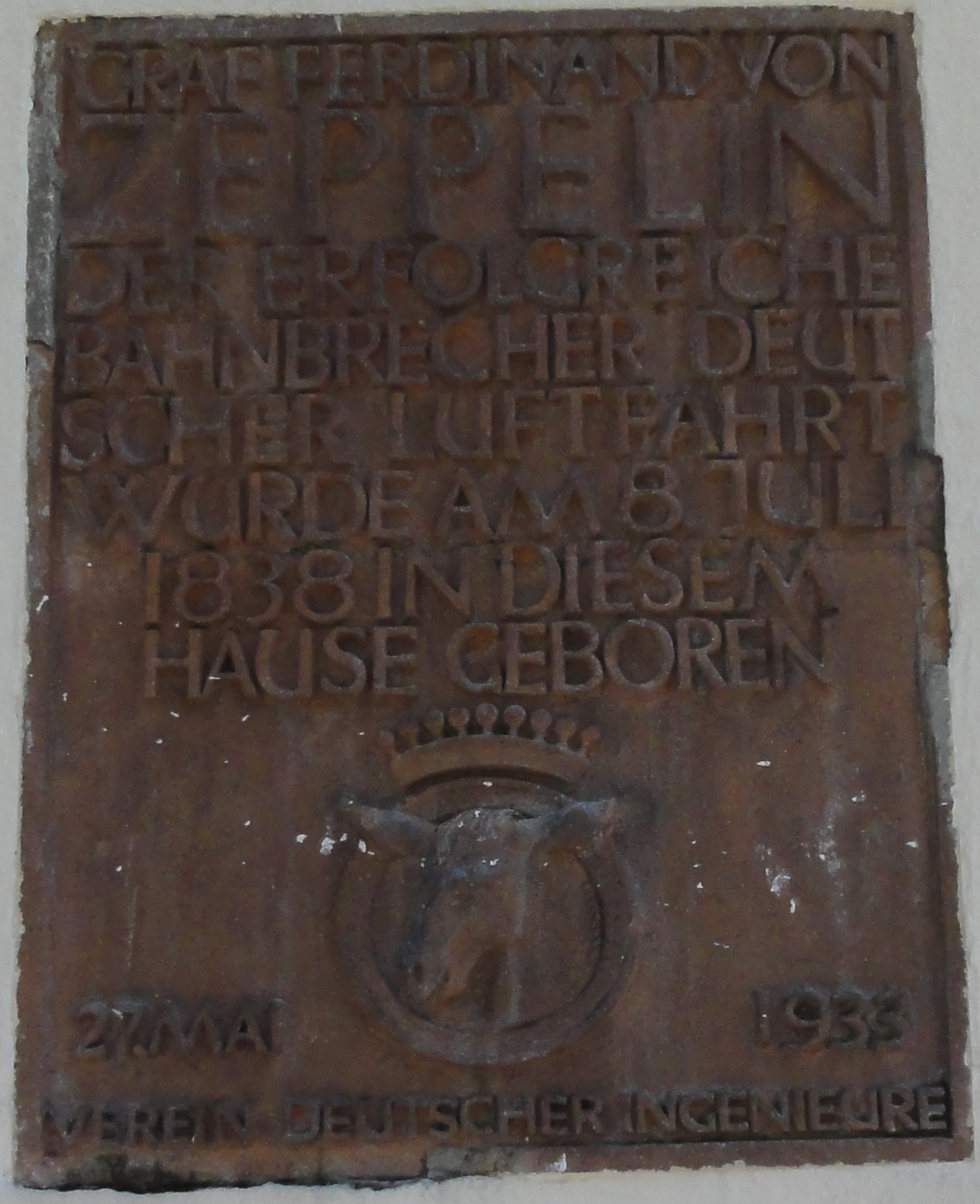
Erinnerungstafel an den Geburtsort von Ferdinand von Zeppelin auf der Dominikanerinsel in Konstanz

Der letzte Abschnitt der Inselgeschichte, das Hotelgewerbe, wurde durch Eberhard von Zeppelin eingeleitet, den Bruder des bekannteren Ferdinand Graf von Zeppelin. Er war zunächst als Diplomat tätig und arbeitete nach seiner Rückkehr auf die Insel in der familieneigenen Macaire-Bank. Seine Mutter Amélie war eine geborene Macaire d’Hogguèr.
Ferdinand Zeppelin wurde am 8. Juli 1838 auf der Dominikanerinsel in Konstanz im heutigen Inselhotel geboren.
Einerseits wegen der abnehmenden Rentabilität der Fabrik, andererseits wegen des mit dem Eisenbahnbau (1863 Anschluss von Konstanz) einsetzenden Sommerfrische-Tourismus (vorwiegend des europäischen Hochadels) und den in der Folge nachgefragten Unterkunftsmöglichkeiten, hatte Eberhard von Zeppelin die Idee, das Fabrikgebäude bzw. frühere Dominikanerkloster zu einem Hotel umzubauen. Ab Dezember 1874 diente der heutige Festsaal, das ehemalige Kirchenschiff, als Konzertsaal. Das sogenannte „Diemer Insel-Hotel“ wurde am 15. April 1875 offiziell eröffnet.
Ende 1871 fasste die Stadt Konstanz, initiiert vom damaligen Oberbürgermeister Max Stromeyer, den Beschluss, östlich der Bahnlinie in großem Stil Land aufzuschütten. Ziel war eine durchgehende Uferlinie vom Hafen bis zur Rheinbrücke. Die so gewonnene Landfläche war zur Bebauung mit Villen für wohlhabende (Neu-)Bürger vorgesehen. Durch die Landaufschüttung sollte zugleich auch die Dominikanerinsel verschwinden. Deren Eigentümer wehrten sich aber gegen diesen Plan 1875–1876 erfolgreich vor Gericht. Die daraufhin erfolgte Landaufschüttung ließ die Dominikanerinsel aus, weswegen die neue Uferlinie durch den „Gondelhafen“ und den „Schwanenteich“ unterbrochen ist. Die neu gewonnene Fläche wurde mit Bäumen und Wiesenflächen bepflanzt und war bald als „Stadtgarten“ ein beliebter Park.
Im Jahr 1903 betraute Eberhard von Zeppelin das Ehepaar Rosaly und Matthys Brunner aus Glarus mit der Leitung des Hotels. Die Brunners erwarben 1907 das gesamte Aktienpaket der Hotel-Aktiengesellschaft. Matthys Brunner verstarb im März 1933, seine Witwe führte das Hotel allein weiter, bis es 1945 Verwaltungssitz der französischen Besatzungsmacht wurde. Diese vertäute an einem eigens dafür errichteten Steg das provisorisch instand gesetzte Dreideckschiff Baden bis 1948 als schwimmendes Kasino.
1951 übernahm Rosaly Brunners Tochter mit ihrem Gatten, einem Herrn Voss, das Hotel. Herr Voss, früher Direktor des Hotels „Esplanade“ in Berlin, leitete das Insel-Hotel bis 1963. Für die anstehenden, dringenden Renovierungen fehlte den Besitzern das Geld. Oberbürgermeister Bruno Helmle betrieb den Kauf der Insel durch das Land Baden-Württemberg, um die Zukunft des Hotels zu sichern. Das Land kaufte die Insel 1963 und verpachtete sie an die Steigenberger Hotelgesellschaft. Das Hotel wurde drei Jahre lang grundrenoviert und am 6. Juni 1966 als „Steigenberger Inselhotel“ wiedereröffnet.
1992 verkaufte das Land Baden-Württemberg die Insel an die Badische Staatsbrauerei Rothaus AG, die bis heute Eigentümerin ist.
Das 2018 renovierte „Steigenberger Inselhotel“ in Konstanz bietet heute 100 Hotelzimmer und zwei Suiten, zwei Restaurants, eine Hotelbar, einen Wellnessbereich mit Sauna, Dampfbad und Fitnessraum, diverse Veranstaltungsräume bis 400 Personen und eine Seeterrasse. Der Hotelgarten hat einen eigenen Zugang zum Bodensee. Es wird von HRS und Hotel.de mit 5-Sternen klassifiziert.

### Kreuzgang

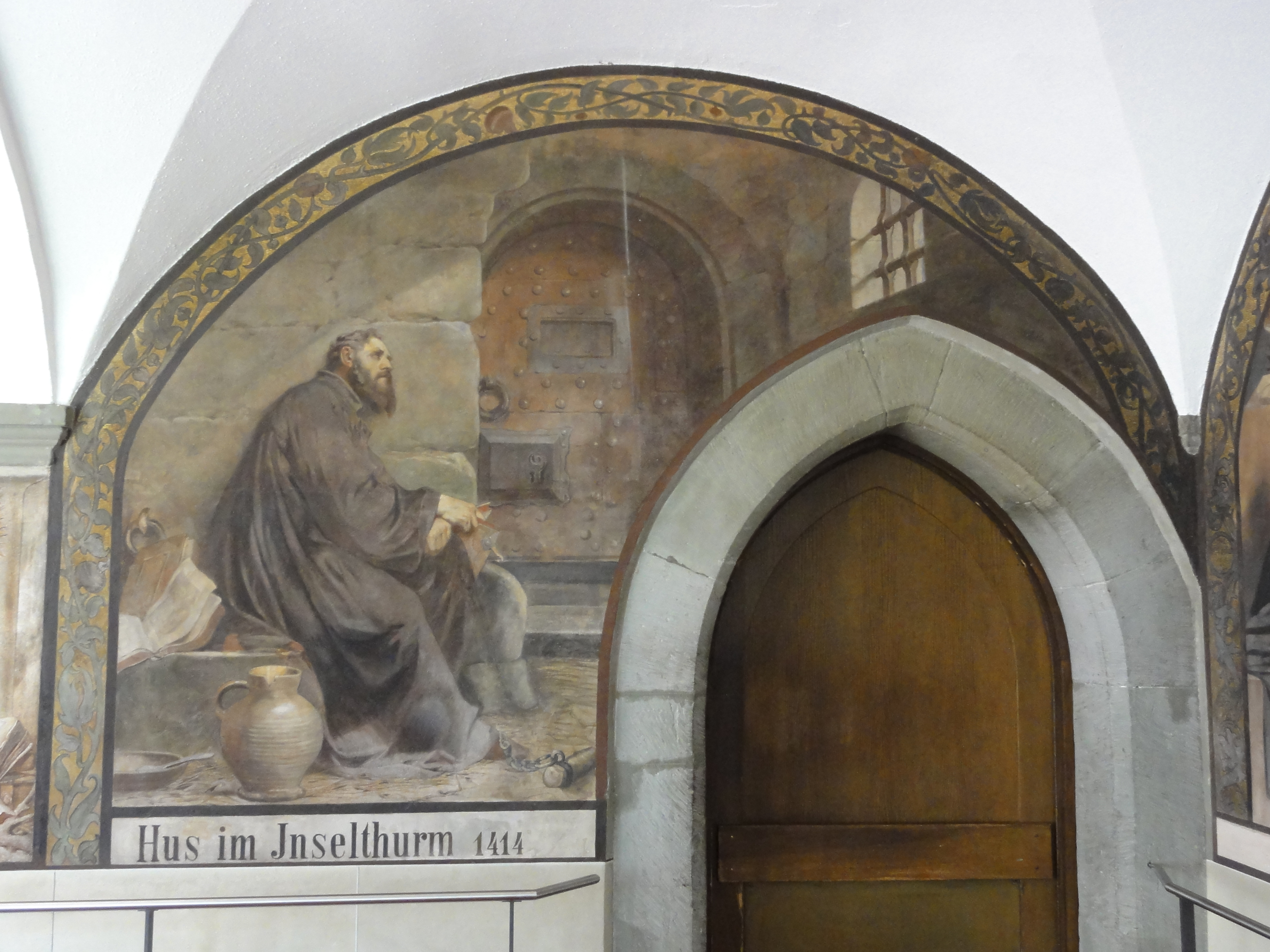
Wandgemälde Carl von Häberlins:
Hus im Inselthurm 1414

Der Stuttgarter Maler und Kunstprofessor Carl von Häberlin erhielt von der Familie von Zeppelin den Auftrag, den mittelalterlichen Kreuzgang des Klostergebäudes mit großformatigen Wandbildern aus der Geschichte der Insel zu gestalten und dabei die vorhandenen biblischen Fresken zu ersetzen. Häberlin arbeitete vom Frühjahr 1878 bis 1894, unterbrochen von den kalten Wintermonaten, an insgesamt 26 Bildern, die in chronologischer Reihenfolge Motive der Inselgeschichte von den Pfahlbauten der Frühgeschichte bis zu den ersten Hotelgästen zeigen. Einige der Bilder stellen historische Persönlichkeiten wie Karl den Großen, Maximilian I. und Kaiser Wilhelm II. bei Besuchen in Konstanz dar.

### Ehemalige Kirche
Die ehemalige Kirche wird als Festsaal des Hotels genutzt. Die Märtyrer-Fresken sind noch erhalten.
In der Vorhalle, die an den Westflügel des Kreuzgangs angebaut war, befand sich ein etwa 6 m langes Wandgemälde mit einem Totentanz. Die vorhandenen Reste wurden 1965 beim Umbau des Hotels hinter der Rückwand der Empfangshalle zugemauert.

## Kultur und Wissenschaft
Anfang August 1914 wurde im Insel-Hotel der Weltbund für Freundschaftsarbeit der Kirchen gegründet.
Die Universität Konstanz nahm in ihrem Gründungsjahr 1966 im südlichen Seitentrakt des Klosterbaus ihren Betrieb auf. Der Gebäudeteil war vorübergehend Sitz der neu gegründeten Universität, bis die provisorischen Gebäude im Stadtteil Königsbau bezogen wurden, später der Neubau auf dem Gießberg.
Auch heute noch wird das Hotel regelmäßig für Vorträge und Tagungen der Universität sowie für das Konstanzer Europakolloquium (2002–2012) genutzt.